# Rod Hebron
Roderick Joel Hebron, detto Rod (Vernon, 7 luglio 1942 – 16 aprile 2023), è stato uno sciatore alpino canadese.

## Biografia

### Carriera sciistica

#### Stagioni 1959-1966
Sciatore polivalente, Hebron entrò nella nazionale canadese a diciassette anni; debuttò in campo internazionale in occasione dei Nor Am Championships 1959 (Squaw Valley, 21-23 febbraio), classificandosi 19º nella discesa libera e 14º nello slalom gigante, ed esordì ai Campionati mondiali a Chamonix 1962, dove si piazzò 29º nella discesa libera, l'unica gara nella quale prese il via.
Ai IX Giochi olimpici invernali di Innsbruck 1964, sua prima presenza olimpica, fu 30º nella discesa libera e non completò lo slalom gigante e lo slalom speciale; nel 1965 si classificò 3º nello slalom speciale degli US open disputato a Crystal Mountain il 2 aprile, dietro a Karl Schranz e a Jean-Claude Killy, nuovamente 3º in quello del trofeo Far West-Kandahar di Alpine Meadows (10 aprile), dietro a Killy e a Dumeng Giovanoli, e vinse quello del trofeo Silver Belt/Bud Werner Memorial, il 24 aprile a Sugar Bowl. Ai Mondiali di Portillo 1966 si piazzò 20º nello slalom gigante e non completò lo slalom speciale (dopo essere stato 3º nella prima manche).

#### Stagioni 1967-1970
In Coppa del Mondo esordì nella stagione inaugurale del circuito, il 9 gennaio 1967 ad Adelboden in slalom gigante senza completare la prova, e conquistò il miglior risultato, nonché primo piazzamento, l'11 marzo seguente a Franconia in slalom speciale (5º); l'anno dopo prese parte ai X Giochi olimpici invernali di Grenoble 1968, sua ultima presenza olimpica, senza completare nessuna delle tre gare in cui prese il via la discesa libera, lo slalom gigante e lo slalom speciale).
In Coppa del Mondo conquistò l'ultimo piazzamento a punti il 24 gennaio 1969 a Megève in discesa libera, bissando il suo miglior risultato nel circuito (5º), ottenne l'ultimo piazzamento il 25 gennaio 1970 nella medesima località in slalom speciale (13º) e prese per l'ultima volta il via il 1º febbraio seguente a Garmisch-Partenkirchen, senza completare la prova. Ai successivi Mondiali di Val Gardena 1970 si classificò 41º nello slalom gigante e non completò lo slalom speciale; nell'ultima prova iridata, la discesa libera del 15 febbraio, si fratturò un gamba e l'infortunio pose fine alla sua carriera agonistica.

### Altre attività
Dopo il ritiro Hebron prese parte al circuito professionistico nordamericano (Pro Tour) tra il 1971 e il 1973.

## Palmarès

### Coppa del Mondo
- Miglior piazzamento in classifica generale: 26º nel 1967

### Campionati canadesi
- 15 medaglie[1][12]:
  - 9 ori (slalom speciale, combinata nel 1962; slalom gigante, slalom speciale nel 1963; slalom gigante, slalom speciale[13] nel 1965; slalom gigante nel 1967; slalom speciale, combinata nel 1968)
  - 5 argenti (discesa libera nel 1962; combinata nel 1963; slalom  speciale, combinata nel 1967; slalom gigante nel 1968)
  - 1 bronzo (discesa libera nel 1964)

### Campionati statunitensi
- 5 podi[1][12]:
  - 3 vittorie (slalom speciale, combinata nel 1961; slalom speciale nel 1965[14])
  - 1 secondo posto (discesa libera nel 1968)
  - 1 terzo posto (slalom gigante nel 1968)

## Riconoscimenti
- Canadian Ski Hall of Fame (2022)[1]